# عزم مغناطيسي شاذ
العزم المغناطيسي الشاذ للجسيم في كهروديناميكا كمية هي مساهمة تأثيرات ميكانيكا الكم ويوضحها مخطط فاينمان بحلقات إلىالعزم المغناطيسي للجسيمات. (ويسمى «العزم المغناطيسي» أيضا ب «عزم ثنائي القطب المغناطيسي» وهو مقياس لمدى قوة مغناطيسية المصدر.)
ويمكن حساب العزم المغناطيسي لديراك المتطابق مع مخططات فاينمان عمودية المستوى (يمكن اعتباره نتيجة كلاسيكية) من معادلة ديراك. ويحدده عادة عامل جي; حيث تتكهن معادلة ديراك {\displaystyle 2=g}. وفي الجسيمات مثل الإلكترون تختلف النتيجة الكلاسيكية عن القيمة المرصودة بمعدل كسر صغير من 1%. فالفرق يسمى العزم المغناطيسي الشاذ ويستدل عليه {\displaystyle a} ويعرف كالتالي
{\displaystyle a={\frac {g-2}{2}}}

## العزم المغناطيسي الشاذ للإلكترون

تصحيح حلقة واحدة لعزم فرميون ثنائي القطب المغناطيسي.

عثر على مساهمة حلقة واحدة للعزم المغناطيسي الشاذ—مطابقة لأول وأكبر تصحيح ميكانيكا الكم— للإلكترون عن طريق حساب دالة الرأس الظاهرة في الرسم البياني على اليمين. فالعد بسيط نسبيا ونتيجة الحلقة الواحدة هي:
{\displaystyle a={\frac {\alpha }{2\pi }}\approx .0011614}
حيث {\displaystyle \alpha } هو ثابت البناء الدقيق. وكان شفينجر هو أول من أوجد تلك النتيجة سنة 1948. واعتبارا من 2009 تم حساب معاملات صيغة كهروديناميكا كمية للعزم المغناطيسي الشاذ للإلكترون من خلال النظام {\displaystyle \alpha ^{4}}، وهي معروفة أنها تصل إلى {\displaystyle \alpha ^{3}} تحليليا.
تتفق توقعات كهروديناميكا كمية مع القيمة المقاسة تجريبيا لأكثر من 10 أرقام كبيرة، مما جعل عزم الإلكترون المغناطيسي من أكثر التوقعات التي تحققت بدقة في تاريخ الفيزياء.
القيمة الحالية تجريبية وغير مؤكدة:
{\displaystyle a=0.00115965218073(28)}
حسب تلك القيمة، فإن a تعرف بدقة تصل إلى جزء واحد من المليار (109). وهذا يتطلب قياس عامل جي للوصول إلى دقة تصل إلى جزء من التريليون (1012).